# Чуварлейка (Арзамасский район)
Чуварле́йка — деревня в Арзамасском районе, Нижегородской области. Входит в Берёзовский сельсовет. В деревне 3 улицы — Солнечная, Рябиновая, Нагорная ул. и 4 садовых товарищества.

## Население
| 1999 | 2002 | 2010 |
| ---- | ---- | ---- |
| 75   | ↘49  | ↗54  |